# Румянцев, Иван Иванович
Иван Иванович Румянцев (22 октября (4 ноября) 1913 года, г. Богородск Московской губернии — 6 октября 1992 года, г. Москва) — советский хозяйственный и партийный деятель, член ВКП(б)—КПСС с 1932 года. Герой Социалистического Труда (1984).

## Биография
Родился в крестьянской семье.
Окончил Московский авиационный техникум (1934), Высшую партийную школу при ЦК ВКП(б) (1948, заочно), Московский учительский институт (1949, экстерном).
В 1930—1941 гг. — мастер, плановик, старший диспетчер завода имени М. В. Фрунзе (Москва).
В 1941—1943 гг. — комиссар Штаба по эвакуации, заместитель секретаря, секретарь комитета ВКП(б) завода имени М. В. Фрунзе.
В 1943—1946 гг. — инструктор Отдела авиационной промышленности Московского городского комитета ВКП(б), партийный организатор ВКП(б) завода.
В 1946—1950 гг. 1-й секретарь Ленинградского районного комитета ВКП(б).
С освобождением от должностей 1-го секретаря МК и МГК Попова и избранием тогда же на пост 1-го секретаря МК Хрущёва Румянцев был избран на должность 1-го секретаря МГК.
С 25.1.1950 по 7.1952 1-й секретарь Московского городского комитета ВКП(б).
На посту 1-го секретаря МГК его сменил И. В. Капитонов, до этого с осени 1951 года работавший 2-й секретарём МК при 1-м секретаре МК Н. С. Хрущёве.
Алексей Аджубей в своей книге воспоминаний «Те десять лет» писал: «Хрущев избран секретарем ЦК и первым секретарем МК партии. Он должен был осуществлять общее руководство областью и городом. Текущими делами горкома занимался секретарь МГК Иван Иванович Румянцев, авиационный инженер, молодой еще человек, обаятельный, энергичный. С Никитой Сергеевичем у них были хорошие отношения… И. И. Румянцев исчез мгновенно. Могу только утверждать, что его исчезновение не связано было с отношением к нему Хрущева, а решалось где-то выше. Всякое могло быть тогда при таких внезапных акциях. Ивану Ивановичу повезло. Он вернулся директором на авиационный завод, где работал до начала партийной карьеры…».
В 1952—1963 гг. — заместитель директора, директор авиационного завода (Москва).
В 1963—1986 гг. — директор Московского машиностроительного завода «Знамя Революции».
Похоронен на Ваганьковском кладбище.

## Память
Имя И. И. Румянцева носит бывший ММЗ «Знамя Революции», на территории установлен бюст.
Мемориальная доска на здании пансионата "Новый Свет" в Крыму.
Ассоциация «Союз авиационного двигателестроения» объявила 2013 год годом И. И. Румянцева.
Упоминает о Румянцеве в своих воспоминаниях Герман Зотов.